# قشلاق غایب و محمدعلی
قشلاق غایب و محمدعلی یک منطقهٔ مسکونی در ایران است که در دهستان قشلاق غربی واقع شده‌است.